# Заповідник Бому
Заповідник Бому — заповідник дикої природи (категорія Ib МСОП) у Демократичній Республіці Конго  Заповідник займає площу 4125,6 км 2 у провінції Нижнє Уеле. Він простягається вздовж південного берега річки Мбому, яка утворює кордон з Центральноафриканською Республікою. З півдня примикає до Білі-Уерського мисливського заповідника. 
Заповідник Бому є прихистком для східного шимпанзе, лісового слона, антилопи бонго, антилопи сітатунги, леопарда, гігантської лісової свині, червоної річкової свині, буйвола, чорно-білого колобуса та багатьох інших видів тварин.